# Erdély főgenerálisainak listája
Az Erdélyi Fejedelemségben az ország generálisa vagy  mezei hadak főgenerálisa a hadsereg főparancsnokának a neve volt, aki a fejedelemnek volt alárendelve. A tisztség nem volt állandóan betöltve, egyrészt mert csak háborúban volt jelentősége, másrészt voltak olyan fejedelmek (például Bethlen Gábor), akik saját maguk vezették a hadsereget.
A hatáskör különbözött az udvari főkapitányétól, aki csak a fejedelem állandó seregét, az udvari hadakat vezette; számos esetben azonban ugyanaz a személy töltötte be mindkét tisztséget.
A Habsburg-uralom bekövetkeztével a tisztség hamarosan megszűnt. A Diploma Leopoldinum szerint ugyan az ország generálisa a gubernium tagja, de a tisztséget 1711-től nem töltötték be. Az 1790–1791-es erdélyi országgyűlésen az erdélyi rendek követelési között szerepelt az ország generálisa tisztség visszaállítása, de a központi kormányzat ezt nem fogadta el. Az 1794–1795-ös országgyűlésre a szabadkőműves Türi László ítélőmester és társai átfogó hadügyi reformtervezetet készítettek elő, amelyben szintén szerepelt az ország generálisa tisztség visszaállítása, de a kormányzat ezt azonnal elakasztotta, mert féltek egy esetleges forradalmi megmozdulástól.
Az ország generálisainak listája:
| Név              | Tisztségviselés ideje | Egyéb tisztségei az időszakban                                                      |
| ---------------- | --------------------- | ----------------------------------------------------------------------------------- |
| Balassa Menyhért | 1559–1561             | a fejedelmi tanács tagja                                                            |
| Hagymási Kristóf | 1566                  | a fejedelmi tanács tagja                                                            |
| Ghiczy János     | 1588–1589             |                                                                                     |
| Báthory István   | 1590–1593             | a fejedelmi tanács tagja                                                            |
| Geszti Ferenc    | 1594–1595             |                                                                                     |
| Bocskai István   | 1595–1599             |                                                                                     |
| Jósika István    | 1597                  | kancellár, a fejedelmi tanács tagja                                                 |
| Kornis Gáspár    | 1597                  | a fejedelmi tanács tagja                                                            |
| Székely Mózes    | 1600                  | a fejedelmi tanács tagja                                                            |
| Kornis Boldizsár | 1602                  | Belső-Szolnok megyei főispán                                                        |
| Sennyey Pongrác  | 1607                  | a fejedelmi tanács tagja                                                            |
| Kornis Zsigmond  | 1630, 1638–1645       | a fejedelmi tanács tagja, Bihar és Zaránd megyei főispán                            |
| Zólyomi Dávid    | 1630–1633             | Háromszék és Kővár főkapitánya, udvari főkapitány                                   |
| Bornemisza Pál   | 1642–1644             | udvari főkapitány                                                                   |
| Kemény János     | 1645–1647             | udvari főkapitány                                                                   |
| Haller Gábor     | 1658. január          | a fejedelmi tanács tagja                                                            |
| Ebeni István     | 1658. tavasz-nyár     | a fejedelmi tanács tagja, főlovászmester                                            |
| Barcsai Gáspár   | 1660                  | a fejedelmi tanács tagja                                                            |
| Béldi Pál        | 1663–1676             | a fejedelmi tanács tagja, Belső-Szolnok megyei főispán                              |
| Teleki Mihály    | 1681–1690             | a fejedelmi tanács tagja, Fehér megyei főispán, Csík-Gyergyó-Kászonszéki főkapitány |
| Bethlen Gergely  | 1691–?                | Küküllő megyei főispán                                                              |
| Apor István      | 1703–?                |                                                                                     |
| Pekri Lőrinc     | 1704–?                |                                                                                     |